# 天父诗
天父诗是太平天国于清代咸丰七年（1857年）刊印頒行的官书之一。
其主要内容是天王洪秀全指导和约束宫中后妃的教条，也涉及其它内容比如对太平军官兵的精神控制。太平天国实行政教合一，《天父诗》既是太平天国的官书，也是其宗教经书。在拜上帝教中，天父乩童是杨秀清。天父诗主要汇集了洪秀全历年陆续写作的诗歌，共有500首詩文，其中24首是起事初期所作，476首写作于进入天京的初期三年。其中的10首是杨秀清以天父下凡之名所作，主要内容涉及恐吓、鼓动暴力起事。其余的490首是洪秀全恐吓、教训宫中后妃的诗作。
天父诗风格类似于浅白的打油诗。天父诗是一本面向太平天国的将士和民众的说教宣传册子。同时，洪秀全要求后妃们学习背诵，他自己也以身作则，表示提倡。